# Cratere Recamier
Recamier  è un cratere sulla superficie di Venere. Deve il proprio nome a Jeanne Françoise Julie Adélaïde Récamier, nota salottiera francese all'epoca del Direttorio e del Primo Impero.